# Ембрионално развиће мозга
Ембрион или заметак (грч. ἔμβρυον) је вишећелијски диплоидни еукариот у најранијем стадијуму развоја, од прве деобе ћелија до рођења, излегања или клијања. Код људи се назива ембрионом од тренутка оплодње до краја 8. недеље трудноће, након чега се назива фетус.

## Ембрионално развиће мозга
Мозак и кичмена мождина се развијају из ектодерма. Након формирања неуралног ектодерма, формира се неурална предплоча која се цепа и формира неуралну плочу. Затварање неуралне плоче формира неуралну цев у процесу који се назива неурулација (погледајте опис у прегледу „Неуралне цеви“). Централни шупљи простор неуралне цеви касније формира мождане коморе испуњене течношћу. Неуроепител се ствара у зидовима неуралне цеви и ствара незреле нервне прекурзоре зване неуробласти, од којих већина мигрира и расте водећи аксонални додаци, а затим се агрегирају на специфичним, генетски одређеним локацијама које ће постати мождано стабло и кичмена мождина. Неуроектодерм тада дели се на вентрикуларне и субвентрикуларне зоне, које производе одвојене таласе мигрирајућих неуробласта.

## Пост-ембрионално развиће мозга
Гирификација је процес формирања карактеристичних набора коре великог мозга. Врх таквог набора назива се гирус, а његово корито се назива сулкус. Неурони церебралног кортекса налазе се у танком слоју сиве материје, дебљине само 2–4 мм, на површини мозга. Већи део унутрашњег волумена заузима бела материја, која се састоји од дугих аксоналних пројекција ка и од кортикалних неурона који се налазе близу површине. Гирификација омогућава већу површину кортекса и самим тим већу когнитивну функционалност да се уклопи у мању лобању. Код већине сисара, гирификација почиње током феталног развоја. Примати, китови и копитари имају екстензивне кортикалне вијуге, са неколико изузетака врста, док их глодари углавном немају. Гирификација код неких животиња, на пример код твора, наставља се и у постнаталном животу.
Величина и обим савијања церебралног кортекса сисара су важни фактори који утичу на когнитивне способности и сензомоторичке способности врсте.